# Каменщики

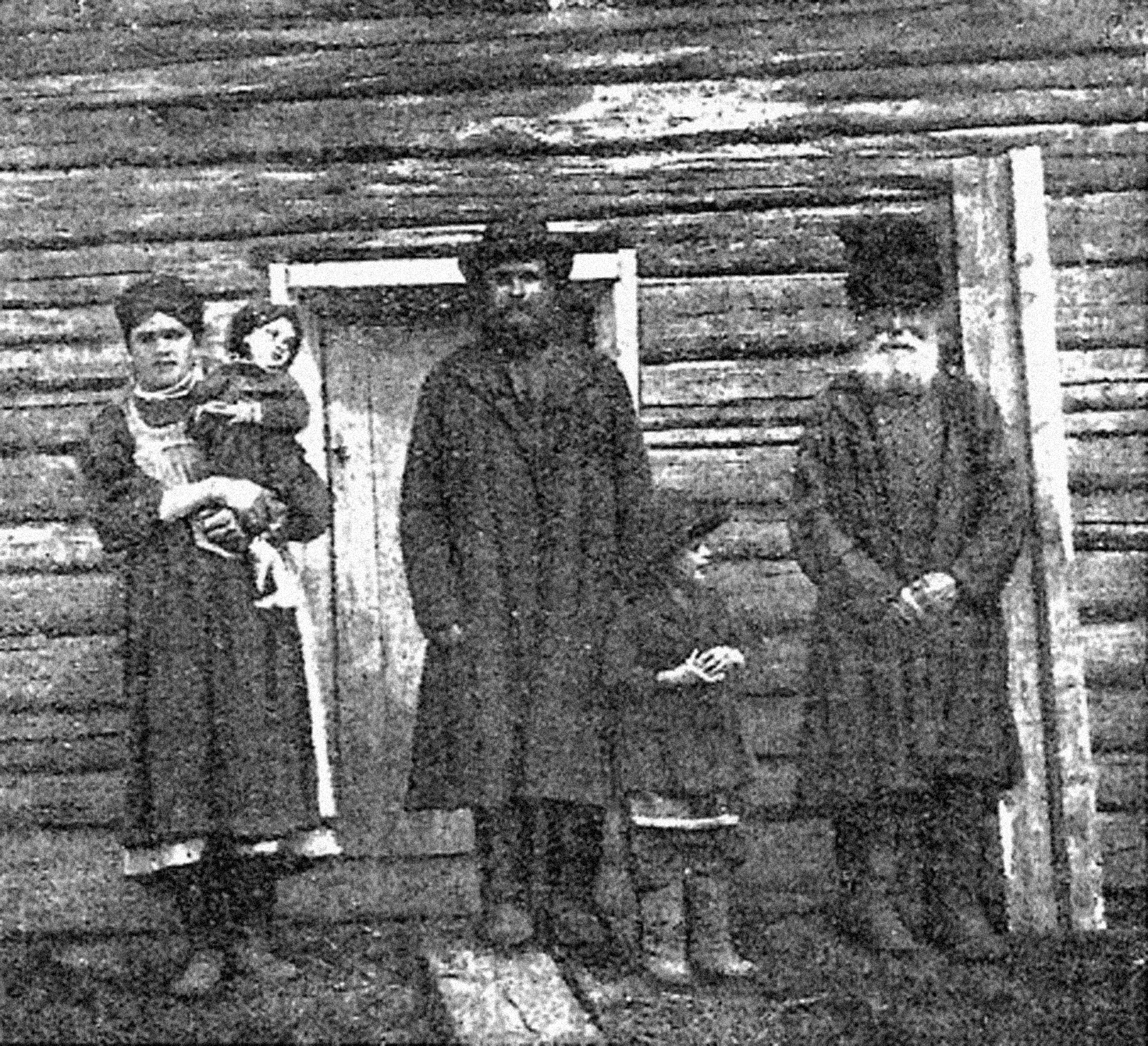
Каменщики д. Быково,
фото А. Н. Белослюдова, 1927

Ка́менщики (бухтарми́нские каменщики, бухтарми́нские старообрядцы, алтайские каменщики, бухтарми́нцы) — этнографическая группа русских, сформировавшаяся в XVIII—XIX веках на территории Юго-Западного Алтая в многочисленных труднодоступных горных долинах бассейна реки Бухтармы и высокогорной Уймонской степи у истоков реки Катуни. Название происходит от старинного русского обозначения гористой местности — ка́мень, и значит «жители гор, горцы». Формировалась из семей старообрядцев, преимущественно беспоповцев поморского согласия, и других беглецов от правительственных повинностей — горнозаводских крестьян, рекрутов, крепостных, каторжников и более поздних поселенцев.
Исторический диалект языка — о́кающий.

## Особенности
Формирование бухтарминских каменщиков явилось результатом смешения выходцев из различных регионов и различных социальных групп, постепенно вливавшихся в общины старожилов. Основу составляли кержаки из Нижегородской губернии. Отмечено культурное влияние выходцев из Поморья, Олонецкой, Новгородской, Вологодской, Пермской губерний, Западной Сибири и Алтайского края, а также казахов, алтайцев, ойратов. В силу общего происхождения и длительного совместного проживания бухтарминцы особенно сблизились с «поляками». Заметно влияние казахских традиций на быт и культуру каменщиков в элементах одежды, предметах быта, некоторых обычаях, знании языка. Вступали с казахами в брачные отношения. Существовал обычай усыновления чужих детей вне зависимости от национальности. Внебрачные дети носили фамилию деда по матери и пользовались такими же правами, как и «законные». Старообрядцы во избежание близкородственных браков помнили до девяти поколений предков.
Исследователями отмечалась большая зажиточность бухтарминских каменщиков из-за минимального давления государственных повинностей, внутренней системы самоуправления и взаимопомощи, особого склада характера, щедрых природных богатств края, использования наёмных работников. Каменщики вплоть до коллективизации представляли весьма замкнутое и локальное общество со своей самобытной культурой и традиционным бытовым укладом — по консервативным нормам и правилам православных старообрядческих общин, с сильным ограничением внешних контактов.

## История

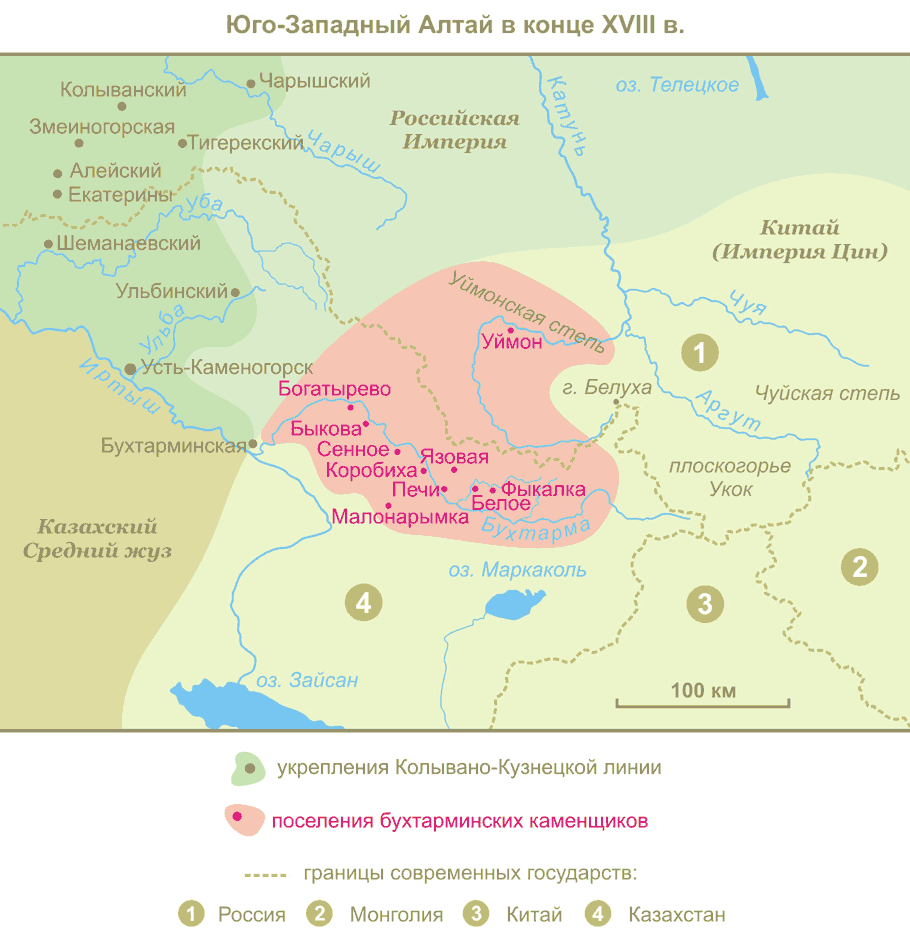
Карта расселения бухтарминских каменщиков в конце XVIII века [http://maps.google.ru/maps/ms?hl=ru&ie=UTF8&msa=0&ll=49.088258,84.907837&spn=2.334714,4.894409&t=h&z=8&msid=112242583507975065681.000476edb425ade07d107 посмотреть в картах Google

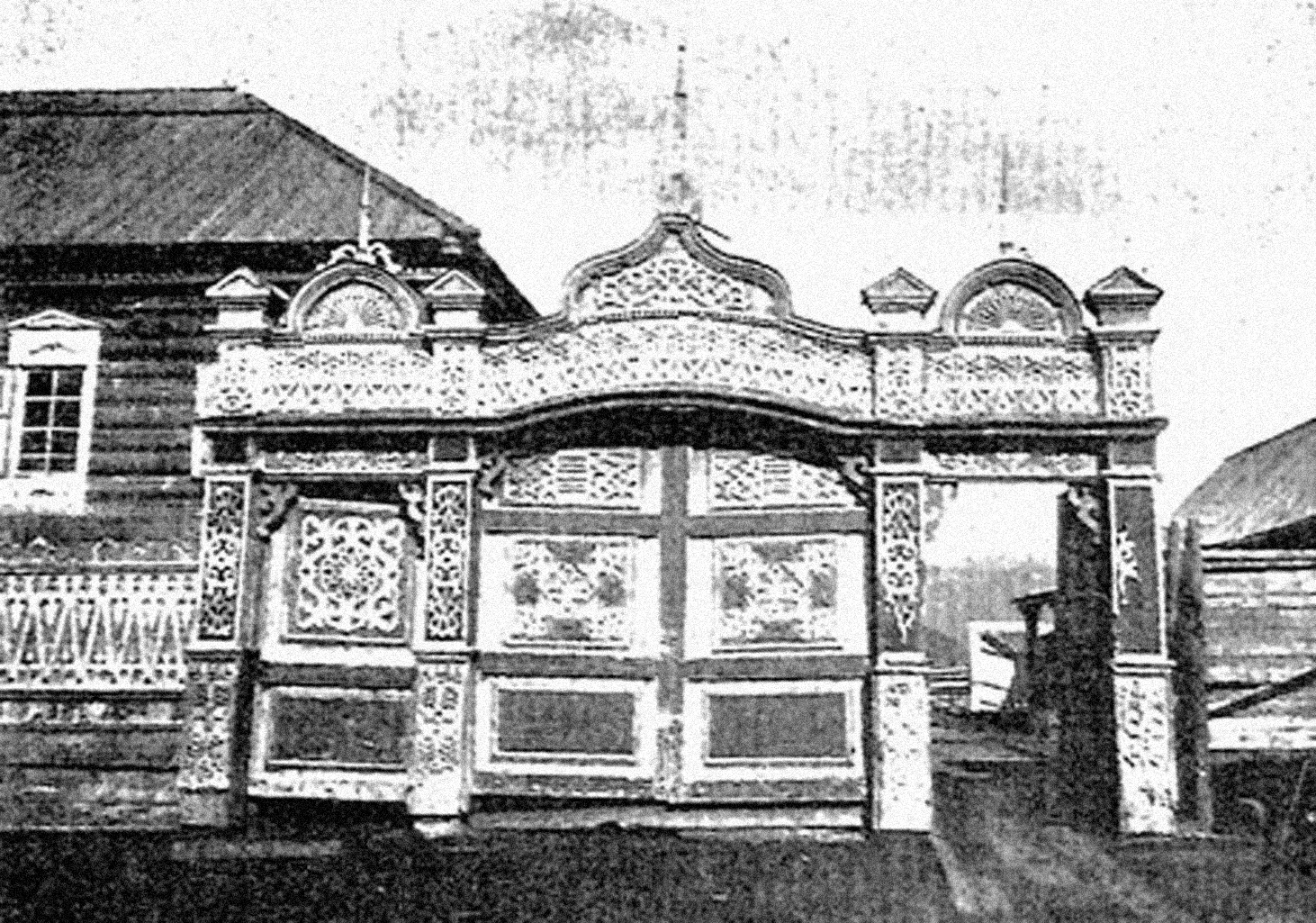
Резные ворота, 1927 г.

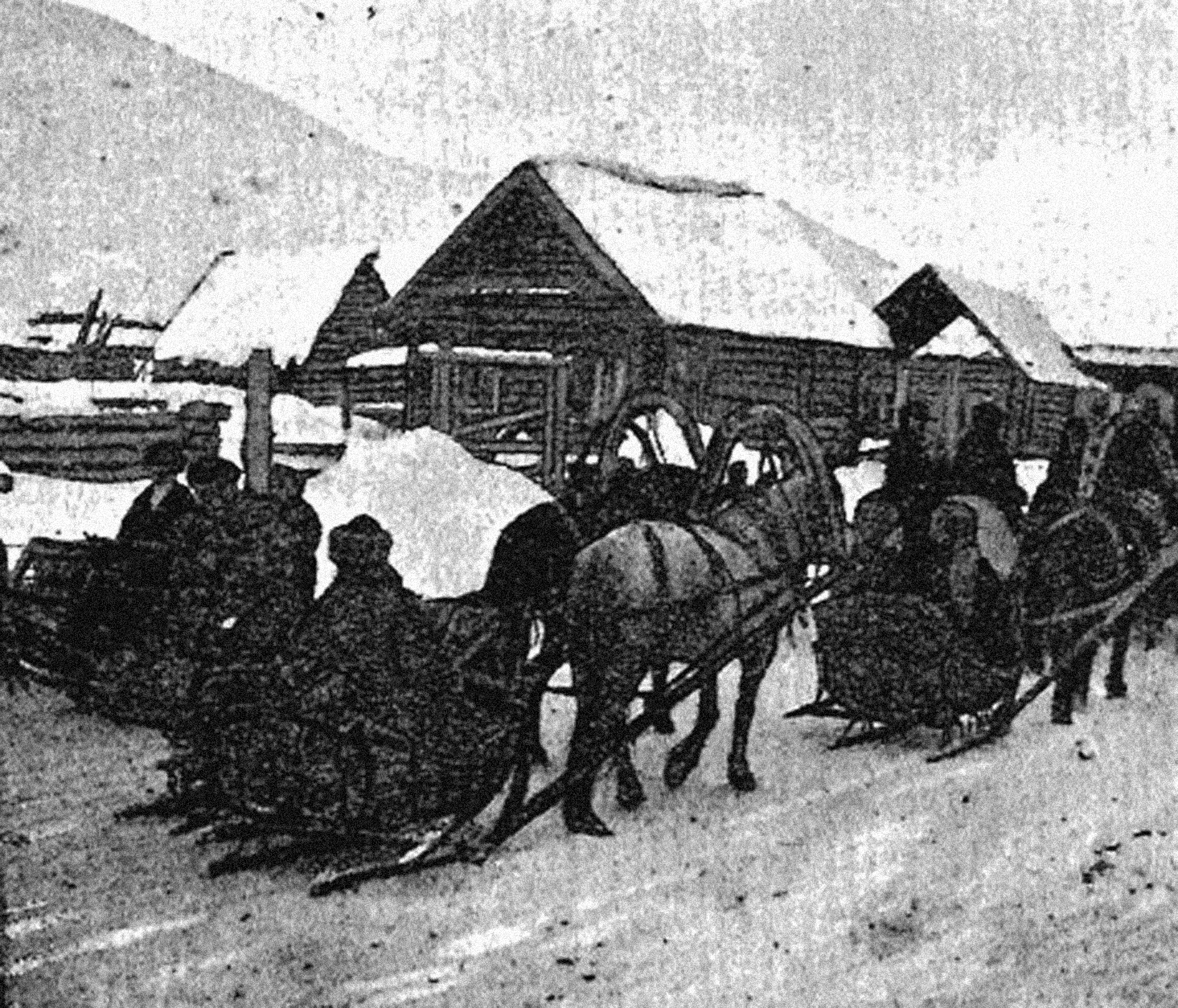
Гуляния на Масленицу, 1927 г.

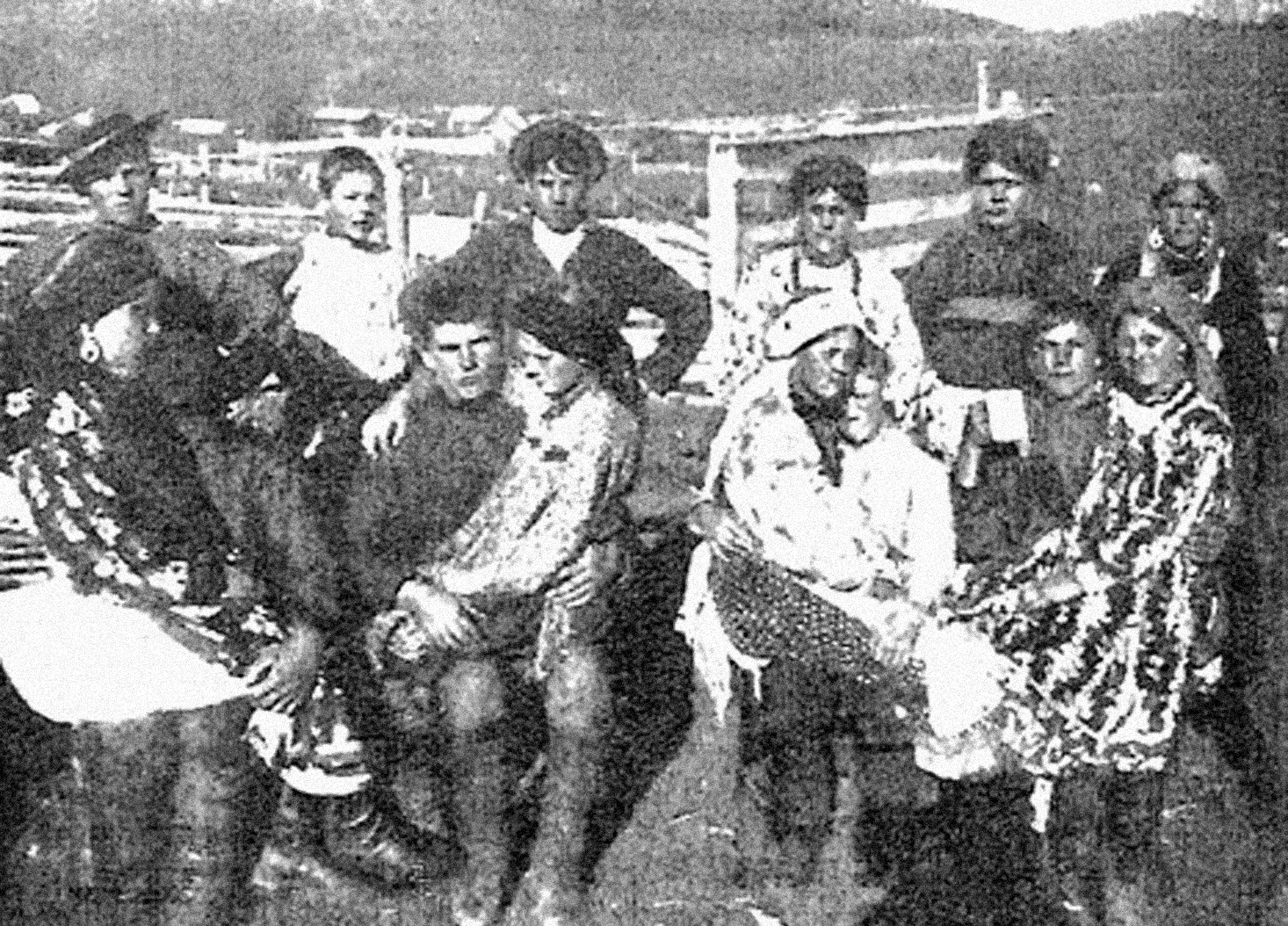
Праздничное гуляние молодежи, 1927 г.

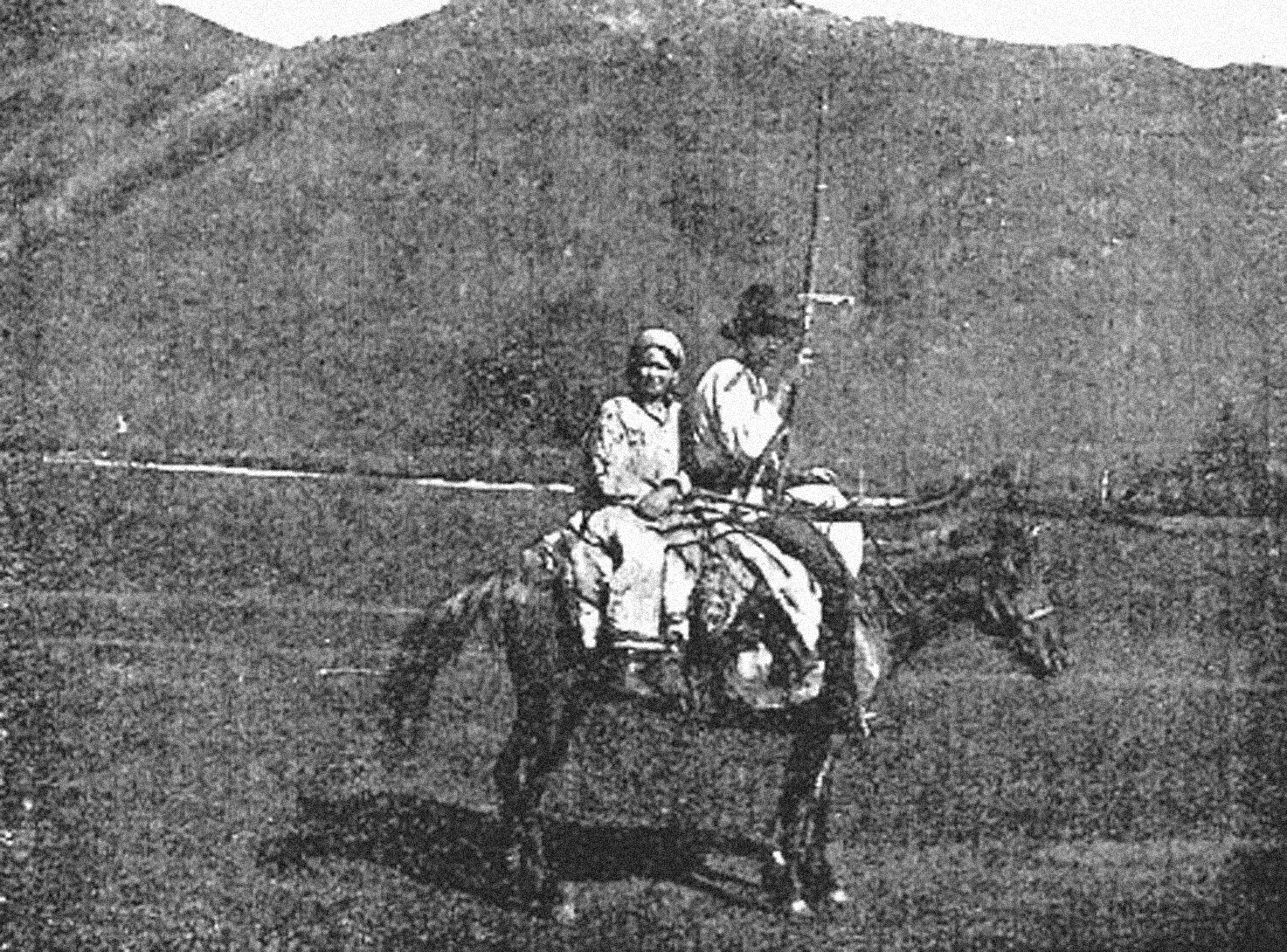
Поездка на пашню с косой, 1927 г.

С самого начала XVIII века русские беглецы селились за Колывано-Кузнецкой укрепленной линией в обширных труднодоступных местах южных Алтайских гор. После ослабления, а затем разгрома Джунгарского ханства войсками Цинской империи Бухтарминский край стал находиться на пересечении нечетких границ Российской империи, Империи Цин и Казахского ханства. Край был богат природными ресурсами и находился вне правового поля соседних государств. Первые староверы появились здесь ещё в 1720-е годы, но документальные свидетельства относятся лишь к 1740-м. Причиной побегов было введение в 1720-х годах двойного оклада со староверов, а также распоряжение 1737 года о привлечении раскольников к горным работам при казённых заводах.
Долина Бухтармы зачастую являлась конечной целью беглецов. Позже эти земли получили название Беловодье.
Основателем бухтарминской вольницы считался крестьянин Афанасий Селезнёв, а также Бердюгины, Лыковы, Коробейниковы, Лысовы. Их потомки и сейчас живут в сёлах на берегу Бухтармы.
Первые поселения состояли из одиночных домиков, заимок и маленьких посёлков в 5—6 дворов. Каменщики занимались охотой, сельским хозяйством (преобладала залежно-паровая система), рыболовством, пчеловодством, позднее мараловодством (разведением алтайского подвида Благородного оленя). Обменивали добытые меха и продукты на товары у соседей — сибирских казаков, казахов, алтайцев, китайцев, а также заезжих русских купцов. Деревни строились возле речек, и в них обязательно ставили мельницу и кузницу. В 1790 году насчитывалось 15 селений. Часть каменщиков ушла из Бухтарминской долины дальше в горы, на реки Аргут и Катунь. Ими было основано старообрядческое село Уймон и ещё несколько поселений в Уймонской долине.
После основания Бухтарминской крепости обнаружилось 17 русских поселений в окрестных горах на нижней Бухтарме.
Рескриптом Екатерины II от 15 сентября 1791 года часть каменщиков (205 мужчин и 68 женщин) и заселённые ими земли были приняты в состав России как Бухтарминская инородческая управа и Уймонская инородческая управа. Они расплачивались с правительством ясаком в виде пушнины и звериных шкур, как инородцы (народы нерусского происхождения). С одной стороны такое юридическое положение давало больше свобод, а с другой приравнивало к наименее почитаемым категориям населения. Кроме того, бухтарминцы были освобождены от подчинения присылаемой администрации, горно-заводских работ, рекрутчины и некоторых других повинностей.
После получения официального статуса российских подданных бухтарминские каменщики переселились в более удобные для жительства места. В 1792 году вместо 30 мелких посёлков из 2-3 дворов образовались 9 деревень, в которых проживало чуть более 300 человек: Осочиха (Богатырево), Быково, Сенное, Коробиха, Печи, Язовая, Белая, Фыкалка, Малонарымская (Огнево).
В 1796 году ясак заменили денежной податью, а в 1824 году — оброком как с оседлых инородцев. В переписи 1835 года в управе числилось 326 мужчин и 304 женщины.
В 1878 году Бухтарминская и Уймонская инородческие управы упразднены и превращены в обычные крестьянские управы с отменой всех льгот.
В 1883 году народонаселение Бухтарминского края, входившего в Бийский округ Томской губернии, составляло 15503 души обоего пола, в том числе в Зыряновской волости проживало 5240 душ; Бухтарминской крестьянской — 4931, Бухтарминской инородческой — 2153, Большенарымской — 3184 души. Бухтарминская крестьянская волость состояла из 11 селений, жители которых занимались скотоводством, хлебопашеством, пчеловодством, перевозкой руд от Змеиногорского рудника на Бухтарминскую рудосплавную пристань, торговлей и прочим. В их пользовании находилось 5000 десятин пашни и до 1400 десятин сенокосных земель. Часть неизвестных властям поселений сохранялась до Октябрьской революции и Коллективизации.
В 1927 году только в пяти основанных каменщиками Бухтарминских деревнях насчитывалось свыше 3000 человек.

## Современное состояние
В результате столыпинских, советских и постсоветских культурно-политических процессов и миграций потомки бухтарминцев причисляют себя к общерусскому этносу и проживают в различных регионах Казахстана, России, Китая, США и других странах мира. Наибольшее количество потомков алтайских каменщиков живёт в городах и селах Восточно-Казахстанской области, которая включает в себя основные территории исторического формирования каменщиков. Во время переписи населения 2002 года на территории России лишь 2 человека указали свою принадлежность к каменщикам.